# 통정 (드라마)
《통정》은 2006년 2월 4일에 MBC에서 방영한 베스트극장으로, 2005년 극본 공모 당선작이다.

## 줄거리
지겸은 자진하려는 경종의 목숨을 구하고 그 인연으로 경종의 신임을 한몸에 받는다. 내시사 시험에서 최홍 때문에 손을 다친 지겸은 경종의 저녁 수라를 준비하다가 옷에 묻은 피를 발견하고 세답방을 찾는다. 세답방의 내인 필정은 지겸 옷의 핏자국을 말끔히 제거해주고, 옷을 다시 물들여주겠다는 필정과 사양하던 지겸은 실랑이 끝에 서로 껴안게 된다. 한편 식사를 마친 경종은 식혜를 마시다가 왈칵 토하게 된다.

## 등장 인물

### 주요 인물
- 기태영 : 이지겸 역 (아역 정준영)
- 이수경 : 필정 역
- 김형범 : 최홍 역
- 서재경 : 경종 역 (아역 강산)

### 그 외 인물
- 이정호 : 유도 역
- 윤진영 : 쌍지 역
- 김명기 : 대신 역
- 김명희 : 수라상궁 역
- 이정호 : 연잉군 역
- 서정주 : 식례 역
- 서문경 : 병사 역
- 조문희 : 신하 역
- 이진화 : 대관 역
- 김영선 : 상궁 역